# David Jiménez García
David Jiménez (Barcelona, 11 de enero de 1971) es un periodista y escritor español. Ha sido reportero de guerra, corresponsal, director del periódico español El Mundo y columnista en The New York Times.
Como enviado especial cubrió conflictos en más de treinta países, incluidos Afganistán, Corea del Norte o Birmania. Sus libros han sido traducidos a una decena de idiomas e incluyen el bestseller El director, sus memorias sobre el año que dirigió El Mundo. Nieman fellow por la Universidad de Harvard, David Jiménez ha trabajado en los últimos años como columnista en The New York Times y cronista de la revista Vanity Fair y el diario alemán Die Welt. También es productor audiovisual y maestro de periodistas en varias universidades.[cita requerida]

## Biografía
David Jiménez nació en Barcelona el 11 de enero de 1971. Comenzó su carrera como periodista en 1994 para el diario El Mundo, trabajando como becario de las secciones de Madrid y Sociedad. En octubre de 1998 inauguró la primera corresponsalía del periódico en Asia, donde cubrió los grandes acontecimientos de la región hasta 2014. Tras obtener una beca Nieman en la Universidad de Harvard, regresó a Madrid para hacerse cargo de la dirección de El Mundo, con el encargo de sacar al diario de su crisis y liderar su transformación digital.
Jiménez ha escrito y publicado reportajes para The Guardian,  The Toronto Star, The Sunday Times y las revistas Vanity Fair y Esquire, entre otros. También ha colaborado para las cadenas de televisión CNN  y BBC. Desde 2017 escribió para The New York Times.

### Trayectoria
David Jiménez García comenzó su carrera en 1996 en el diario El Mundo, donde entró como becario y trabajó como reportero de sucesos. Sus reportajes sobre el crimen organizado lo convirtieron en objetivo de un atentado con una carta bomba dirigida a su nombre. El paquete fue detectado por la seguridad del diario, pero los autores nunca fueron condenados.  
En 1998 inauguró la primera corresponsalía del periódico en Asia y se instaló en Hong Kong. Un año después fue enviado a su primera guerra en Timor Oriental, donde estuvo a punto de ser ejecutado por las milicias indonesias que asaltaron el hotel donde se hospedaba. Le siguieron coberturas en los conflictos de Cachemira, Sri Lanka o Afganistán, conflicto del que informó durante más de una década. Su experiencia afgana inspiró su novela El Botones de Kabul.
El periodista barcelonés cubrió revoluciones en Filipinas, Indonesia, Nepal o Birmania; entró dos veces clandestinamente en Corea del Norte, narrando desde Pionyang el ascenso al poder de Kim Jong-un; y recorrió las zonas devastadas por los grandes tsunamis del Índico (2004) y el Pacífico (2011). Cubrió también la guerra de Afganistán y los conflictos de Cachemira, Timor Oriental, Sri Lanka o Pakistán. Fue el único periodista que permaneció en Fukushima tras la explosión de la central nuclear y la posterior orden de evacuación. 
Durante cerca de dos décadas, Jiménez viajó a algunos de los lugares más remotos y los regímenes políticos más herméticos del mundo. Los gobiernos de China, Corea del Norte o Birmania vetaron la entrada del periodista en sus países. Durante sus años de corresponsal entrevistó a grandes personajes como el dalái lama, la premio Nóbel de la Paz Aung San Suu Kyi o Imelda Marcos. 
En 2014 fue seleccionado para participar en una beca Nieman de la Universidad de Harvard que le permitió trabajar en el Media Lab del Instituto Tecnológico de Massachusetts (MIT) sobre los desafíos digitales de la prensa.
A finales de abril de 2015 fue nombrado director del periódico El Mundo, en sustitución de Casimiro García-Abadillo, que había ocupado el cargo desde el cese de Pedro J. Ramírez, el 30 de enero de 2014. El 25 de mayo de 2016 saltó la noticia de su destitución como director del periódico a raíz de su participación ese mismo día en una tertulia en Onda Cero, en la que preguntó al presentador si aceptaban «a exdirectores». Efectivamente, tras apenas un año en el puesto, Jiménez fue cesado como director el 25 de mayo de 2016. El cese se produjo en medio de la grave crisis que atravesaba el periódico, que se enfrentaba a un tercer ERE desde 2009 que afectaba a todos los medios de Unidad Editorial, incluido el diario. Los trabajadores del medio presionaban a la dirección de la empresa con huelgas intermitentes en protesta por el ERE que preveía el despido de más de 160 personas, un recorte al que Jiménez se había opuesto.
David Jiménez atribuyó su despido a su negativa a aceptar presiones editoriales que habrían comprometido la independencia del periódico. El periodista denunció en junio de 2016 al presidente de Unidad Editorial, Antonio Fernández-Galiano, convirtiéndose en el primer director de periódico del país que se acogía a la cláusula de conciencia recogida en la Constitución y destinada a proteger la libertad de prensa. La batalla judicial entre el periodista y la empresa terminó con el reconocimiento del despido improcedente de Jiménez e incluyó el compromiso de Unidad Editorial de respetar su «libertad de expresión constitucionalmente reconocida». Esas cinco palabras le permitieron escribir El director, un bestseller donde contó su año al frente del diario.

## Director
David Jiménez regresó a la redacción de El Mundo en mayo de 2015, esta vez como director. El periodista fue escogido para liderar el periódico en mitad de la crisis más grave de su historia, tras años de desplome en las ventas, publicidad y audiencia. La selección de Jiménez causó sorpresa por su perfil de reportero y una trayectoria alejada de la redacción y la política española.
Lo que parecía un reto ilusionante —dirigir el diario en el que entró como becario a los veintitrés años— se transformó para Jiménez en una batalla por la defensa de la independencia del periódico frente a un establishment político y económico decidido a controlarlo en un momento de debilidad. Su negativa a aceptar presiones, y su oposición a las decenas de despidos propuestos por la empresa, provocarían un choque que terminaría con su destitución un año después de su llegada, en mayo de 2016.
Jiménez atribuyó su cese a una operación para intentar acallar las denuncias de corrupción y abusos de poder que el diario estaba publicando. El periódico había revelado, un mes ante de su destitución, que el ministro de Industria José Manuel Soria había mantenido una empresa en el paraíso fiscal de Jersey, una información que forzó la dimisión del político. Las informaciones del diario habían golpeado también a grandes empresas del IBEX y políticos de diferentes partidos en un momento de fuerte tensión política en el país.
Tras su destitución, David Jiménez rechazó la oferta de Unidad Editorial, empresa editora de El Mundo, de cobrar una cuantiosa indemnización y marcharse de nuevo como corresponsal a cambio de no revelar lo sucedido durante su año como director. En su lugar, el periodista demandó a la empresa, pidió la nulidad de su despido y se convirtió en el primer director de un periódico nacional de España en acogerse a la cláusula de conciencia recogida en la Constitución, destinada a proteger la libertad de prensa.
La batalla judicial entre el periodista y la empresa se alargó cerca de un año y terminó con el reconocimiento del despido improcedente de David Jiménez. En el acuerdo de conciliación, Unidad Editorial aceptó añadir por escrito la exigencia solicitada por Jiménez de que se respetara su «libertad de expresión constitucionalmente reconocida». Esas cinco palabras le permitieron escribir El director, sus memorias sobre el año que estuvo al frente del diario. El libro, donde se exponen las turbias relaciones entre los poderes económicos y políticos y la prensa, se convirtió en un bestseller inmediato. La productora internacional Fremantle prepara una película inspirada en el libro y la vida del periodista.  

## Escritor
David Jiménez ha escrito ensayos, novelas y libros de viajes. Su primer libro, Hijos del monzón, fue rechazado por cinco editoriales antes de convertirse en un éxito internacional tras publicarse en 2007. Premiado como el mejor libro de Literatura de Viajes en España, ha sido traducido al inglés, alemán, italiano y chino. El libro relata el viaje que David Jiménez emprendió en busca de diez niños sobre los que había escrito años antes en sus coberturas como corresponsal. El debut literario de Jiménez marcaría un estilo, entre la crónica viajera y el reporterismo literario, que llevó a la crítica a definirlo como el «Kapuściński español».
El lugar más feliz del mundo sigue la senda de Hijos del monzón y reúne una serie de crónicas del periodista por paraísos perdidos, guerras olvidadas y lugares marcados por los extremos de la condición humana. El autor se adentra en la prisión camboyana donde cumplen condena los pederastas más peligrosos, es testigo de la llegada de la televisión al reino de Bután, acompaña a un grupo de mafiosos yakuza en su intento de abandonar el hampa y cuenta cómo permaneció en una desierta ciudad de Fukushima tras el accidente nuclear que mantuvo al mundo en vilo. El título es un juego de palabras sobre los dos viajes de Jiménez a Corea del Norte, relatados en la obra. Las críticas del libro lo situaron entre los grandes ejemplos del mejor reporterismo literario publicado en español.

Una demostración irrefutable de que el periodismo no solo sirve para enterarnos de lo que ocurre, sino para explorar la puñetera condición humana. Si quieren, léanlo como si no fuera periodismo, aunque lo sea letra a letra. Léanlo como si fuera simple literatura. Seguirá siendo una joya.
Enric González (Claroscuros).

...escribió Enric González en su reseña del libro.
Con El botones de Kabul, David Jiménez se sumergió por primera vez en la novela, escogiendo como escenario la guerra afgana y el Hotel Intercontinental, donde se hospedó durante algunas de sus coberturas. Las obras de ficción del periodista barcelonés están fuertemente pegadas a la realidad y discurren en escenarios que conoció como corresponsal y reportero de guerra.
En El Corresponsal, su segunda obra de ficción, Jiménez traslada a los lectores al mundo secreto e íntimo de los reporteros a través de una historia de amor y aventura que tiene lugar durante la Revuelta Azafrán en Birmania. La inspiración en hechos reales de la literatura de ficción de Jiménez queda aquí patente con la incorporación a la trama de Kenji Nagai. En la vida real, el fotógrafo japonés fue abatido a escasos metros de donde Jiménez se encontraba cuando ambos cubrían la revolución en el país asiático en 2007.
El libro de mayor éxito comercial de David Jiménez hasta la fecha ha sido El director, las memorias de su año dirigiendo El Mundo. Las revelaciones de la obra escandalizaron a la sociedad española y cayeron como un terremoto en el establishment económico, político y mediático en España. Compañeros de profesión acusaron a Jiménez de traición por revelar la corrupción dentro del periodismo y el funcionamiento de Los Acuerdos, los pactos secretos existentes entre las grandes compañías del país y la prensa para asegurarse coberturas amables. La película basada en el libro se encuentra en fase de preproducción a cargo de Fremantle con previsión de estrenarse en 2024.
Los diarios del opio (Ariel) Es su último libro. Jiménez regresa en esta obra al reporterismo literario para seguir las huellas de grandes escritores (Conrad, Orwell, Kipling…) por Oriente a la vez que narra las aventuras de sus veinte años como corresponsal en la zona.

## Obras
- Hijos del Monzón (Kailas Editorial, 2007).
- El botones de Kabul (Booket, 2010).
- Queremos saber (coautor, Debate, 2012).
- El lugar más feliz del mundo (Kailas Editorial, 2013).
- El director (Libros del K. O., 2019).
- El corresponsal (Planeta, 2022).
- Los Diarios del Opio (2023).
- Días Salvajes (2024).

## Premios
- Premio Internacional de Literatura de Viajes Camino del Cid por Hijos del Monzón (Kailas Editorial, 2007).
- Premio de Periodismo UNICEF a «la defensa de los derechos infantiles».
- Premio de periodismo de la Fundación Española del Corazón.
- Nieman fellow de la Universidad de Harvard.
- Oxford/Reuters fellow de Periodismo Medioambiental.